# Protocole de Carthagène sur la prévention des risques biotechnologiques
Pour l’article ayant un titre homophone, voir Carthagène.
Il ne doit pas être confondu avec la convention de Carthagène de 1983 sur la protection des mers contre la pollution.
Le protocole de Cartagena sur la prévention des risques biotechnologiques relatif à la Convention sur la diversité biologique, ou protocole de Cartagena sur la prévention des risques biotechnologiques de la Convention sur la diversité biologique, plus généralement appelé protocole de Cartagena sur la biosécurité, a été signé le 29 janvier 2000 dans le cadre de l'ONU, à la suite de la Convention sur la diversité biologique adoptée à Rio en 1992. Il constitue le premier accord international environnemental sur les OGM. Entré en vigueur le 11 septembre 2003, il a recueilli au 17 février 2019 les signatures de cent soixante-douze pays membres de ratifications.
Il s’agit d’un outil que les États ou l'Union européenne peuvent utiliser volontairement, s'ils le souhaitent. Il n'est pas d'application obligatoire. La convention de Rio sur la biodiversité permet et encourage son utilisation, mais il n'a été que peu utilisé.
Sa signature — prévue initialement en 1999 à Carthagène en Colombie — a eu lieu un an plus tard, en 2000, à Montréal au Canada.

## Objectif
Le protocole de Cartagena (ou « de Carthagène ») vise à donner aux États et à l'Europe (aux parties signataires) des moyens juridiquement opposables pour prévenir, à l'échelle mondiale, les « risques biotechnologiques », avérés ou potentiels, induits par la biotechnologie ou ses produits (organismes génétiquement modifiés (OGM), ou certains de leurs sous-produits à risque).
Il vise aussi à aider les pays pauvres, qui n'ont pas comme les pays riches qui ont développé l’industrie biotechnologique les moyens scientifiques, techniques, humains et financiers de création d'observatoires, de régimes nationaux ou locaux de suivi, prévention et réparation (si cela est possible) des risques biotechnologiques.
Pour ce faire, le protocole a institué un Centre d'échange pour la prévention des risques biotechnologiques (BCH) en application du mécanisme du Centre d’échange créé par la Convention sur la biodiversité, visant :
(a) « l’échange d’informations scientifiques, techniques, écologiques et juridiques, ainsi que de données d’expérience, relatives aux organismes vivants modifiés » ;
(b) « aider les Parties à appliquer le Protocole, en tenant compte des besoins spécifiques des pays en développement, notamment les moins avancés d’entre eux, les petits États insulaires en développement, et des pays à économie en transition, ainsi que des pays qui sont des centres d’origine et des centres de diversité génétique ».

## Principes
Il est basé sur les principes de précaution et de prévention, qui impliquent que l’absence de certitude scientifique absolue ne doit pas servir de prétexte à la remise à plus tard de la prise de mesures destinées à prévenir des dommages risquant d’être graves ou irréversibles pour l’environnement. Face à l'OMC, c'est un des rares moyens pour un État de limiter dans un pays l'introduction d'espèces génétiquement modifiées susceptibles de poser des problèmes écologiques, d'invasivité, de pollution génétique, écotoxicologiques ou de santé humaine.